# أحمد العيساوي (لاعب كرة قدم)
أحمد العيساوي (16 يوليو 1993-)، لاعب كرة قدم أردني، يلعب حالياً لفريق سحاب الأردني وللمنتخب الأردني في مركز الوسط.

## المسيرة الرياضية
بدأت مسيرة العيساوي مع الكرة من الهاشمي وبطولة الفئات العمرية المعروفة بـ"حارات فاست لينك/ زين حديثا"، حيث تعلق اللاعب بكرة القدم منذ نعومة أظفاره، من خلال الحارة وتباعا في المدارس، لكن انطلاقته الحقيقية كانت من دوريات حارات فاست لينك. وحيث ان كشافة الأندية كانت تتابع ذلك الدوري بشغف لانتقاء أفضل المواهب، وبالفعل تم اختيار العيساوي ليمثل فريق شباب الأردن ضمن الفئة العمرية (11) عاماً ، وتم تصعيده فيما بعد للفريق الأول؛ ليبدأ فترة جديدة من مشواره الكروي.

### مع الأندية
لعب العيساوي للعديد من الفرق الأردنية، ولعب أيضاً لفرق خارج الأردن، فلعب لنادي الاهلي الأردني ، وتوج وقتها الفريق بكأس السوبر، ولعب لنادي الجزيرة، وتالق مع هذا الفريق كثيرًا، وسجل له العديد من الأهداف الحاسمة، وتحديدا في كأس الاتحاد الآسيوي. ولعب لنادي شباب العقبة بتوصية من المدير الفني لشباب العقبة رائد الداوود.، ولعب لنادي سحاب الرياضي. لعب لنادي بلاطة الفلسطيني لموسم واحد مع مواطنه فراس شلباية، ثم عاد العيساوي مرة أخرى للعب في صفوف نادي سحاب الأردني منذ 2020م، وخاض اللاعب أحمد العيساوي الكثير من المباريات الرياضة، وسجل العديد من الأهداف في خصوم نادي سحاب. 
| م | اسم النادي  | انتقل له من | تاريخ الانتقال | ملاحظات                                                                             |
| - | ----------- | ----------- | -------------- | ----------------------------------------------------------------------------------- |
| 1 | شباب الأردن |             |                | لعب له وهو في سن 11 عامًا وتم نصعيده للفريق الأول ليلعب أول مواسمه معه في 2010/2011م |
| 2 | الأهلي      | شباب الأردن | 12/6/2016      |                                                                                     |
| 3 | الجزيرة     | الأهلي      | 10/6/2017      |                                                                                     |
| 4 | شباب العقبة | الجزيرة     | 31/3/2021      |                                                                                     |
| 5 | سحاب        | شباب العقبة | 20/1/2022      |                                                                                     |
| 6 | بلاطة       | سحاب        | 27/1/2022      |                                                                                     |
| 7 | سحاب        | بلاطة       | 1/4/2022       | يلعب له حتي الآن                                                                    |